# Mahavishnu Orchestra
The Mahavishnu Orchestra, Оркестр Махавишну — влиятельная группа прогрессивного рока, образованная в Нью-Йорке в 1971 году британским гитаристом Джоном Маклафлином. Группа находилась в авангарде движения джаз-рок-фьюжн и исполняла сложную многоплановую музыку (с элементами тяжелого психоделического рока и индийских влияний), отмеченную импровизационным разнообразием и виртуозностью всех её участников. Джон Маклафлин, барабанщик Билли Кобэм, скрипач Жан-Люк Понти в 1970-х годах неоднократно возглавляли списки лучших инструменталистов каждый в своей категории. The Mahavishnu Orchestra, выпустив пять альбомов (первые два из которых, The Inner Mounting Flame и Birds of Fire считаются классикой направления джаз-фьюжн), распались в 1976 году. В 1984 году Маклафлин возродил состав, который просуществовал три года. В последние годы[какие?] наблюдается резкий всплеск интереса к творчеству группы. У неё появились прямые последователи (к таковым относят себя Mars Volta), вышли пять официальных альбомов-трибьютов.

## История группы
Ядро группы возникло, когда британский гитарист Джон «Махавишну» Маклафлин (из Йоркшира), и уроженец Панамы Билли Кобэм (ударные) познакомились в студии, где работали с Майлзом Дэвисом над Tribute to Jack Johnson. В этот первый интернациональный состав «Mahavishnu Orchestra» вошли также Рик Лэрд (бас-гитара) из Дублина, Ирландия, Ян Хаммер из Чехословакии (фортепиано, орган, муг) и Джерри Гудман (скрипка) из Чикаго, штат Иллинойс. Главным кандидатом на роль скрипача с самого начала был Жан-Люк Понти, но от этой идеи пришлось временно отказаться из-за проблемы с визой. Этот состав записал два самых известных альбома: The Inner Mounting Flame (1971) и Birds of Fire (1973), которые обеспечили ему репутацию пионеров жанра джаз-фьюжн.
Музыкальное мировоззрение Маклафлина было во многом сформировано его занятиями с индийским гуру Шри Чинмоем, который и дал ему духовное имя «Махавишну». У Маклафлина были собственные, необычные для того времени идеи композиционных структур и роли тех или иных инструментов в них. В частности, он считал, что скрипка должна играть равную с другими инструментами роль в аранжировках.
По мере развития группы гитарист перешёл на ставшую впоследствии фирменной для него гитарой с двойным грифом (6 и 12 струн), что позволило ему достичь необычайного разнообразия и размаха в звучании. Хаммер, кроме того, был одним из первых, кто использовал синтезатор Mini Moog, на котором нередко исполнял сольные партии, соперничавшие по степени значимости с гитарными и скрипичными.
В музыке группы соединились несколько влияний: психоделический хард-рок в духе Джими Хендрикса (с которым Маклафлин играл джемы по прибытии в Нью-Йорк, когда был участником группы The Tony Williams Lifetime), сложные ритмические рисунки, заимствованные из индийской музыкальной культуры, элементы классической музыки, фанка и джаза. Раннее творчество группы было чисто инструментальным (в более поздних альбомах звучал вокал — как правило, в духе ритм-энд-блюза или музыки госпел), разброс стилей был необычайно широк — от сверхэнергичного фьюжна («Vital Transformation») до музыки, напоминавшей камерную («A Lotus On Irish Streams» и «Thousand Island Park», написанные для акустической гитары, фортепиано и скрипки). Нередко камерный и джазовые подходы соединялись в пространстве одной композиции («Open Country Joy»).
Стрессы, связанные с неожиданной популярностью, а также недостаточно прочные личные связи, привели к возникновению трений внутри коллектива в 1973 году. Ускорила процесс крайне неудачная сессия в лондонской студии Trident, где музыканты рассорились и перестали общаться друг с другом. Решающее значение для судьбы первого состава группы имело интервью Яна Хаммера и Джерри Гудмана в журнале Crawdaddy!, в котором те выразили неудовольствие диктатурой Джона Маклафлина. В Нью-Йорке произошла попытка примирения, но в конечном итоге и она не увенчалась успехом. Незаконченный альбом, записывавшийся в студии Trident, был выпущен лишь 30 лет спустя под названием The Lost Trident Sessions.
«Mahavishnu Orchestra» реформировалась в 1974 году, когда Маклафлин пригласил к участию скрипача Жана-Люка Понти (известного сотрудничеством с Фрэнком Заппой), клавишницу и вокалистку Гейл Моран, басиста Ральфа Армстронга и барабанщика Нараду Майкла Уолдена (англ. Narada Michael Walden). Вспомогательный состав включал в себя также Стивена Киндлера и Кэрол Шайв (скрипка), Маршу Уэстбрук (виола), Фила Херши (виолончель), Стива Франкевича и Бобо Нэппа (духовые инструменты).
Состав, который Маклафлин считал (и нередко называл) «настоящим Оркестром Махавишну», выпустил два альбома: Apocalypse
(1974) и Visions of the Emerald Beyond (1975). Первый из них был записан в Лондоне при участии Лондонского симфонического оркестра под управлением Майкла Тилсона Томаса; продюсером сессий был Джордж Мартин. К моменту выхода Inner Worlds (1976) группа сократилась до размеров квартета: ушёл Понти, а Моран заменил Стю Голдберг.
После распада и этой версии оркестра Маклафлин собрал группу «Shakti», в музыке которой уже преобладали индийские мотивы, а также «The One Truth Band & The Translators» и гитарное трио с Элом ди Меолой и Пако де Люсией. В 1984 году Маклафлин реформировал «Mahavishnu Orchestra»: наряду с новыми участниками (саксофонистом Биллом Эвансом, басистом Йонасом Хельбергом и клавишником Митчелом Форманом) сюда вошёл участник первого состава Билли Кобэм. Последний принимал участие в студийных записях (в частности записывал альбом 1984 года, названный именем группы), но на концертах уступал место Дэнни Готлибу. Звучание группы в этот период её творчества было совершенно иным: во многом потому что Маклафлин стал активно использовать синтезаторную систему Synclavier. Возвращение оказалось неудачным: группа записала лишь один альбом для Warner Bros. и снова распалась.
Сформировавшееся параллельное «The John McLaughlin Guitar Trio» меняло состав; постоянным участником группы был лишь Трилок Гурту (перкуссия). В его группе «The Free Spirits» участвовали Джой ДеФранческо (хаммонд-орган и труба) и Деннис Чемберс (ударные). В гастролях принимали участие Эл ди Меола и Пако де Люсия.

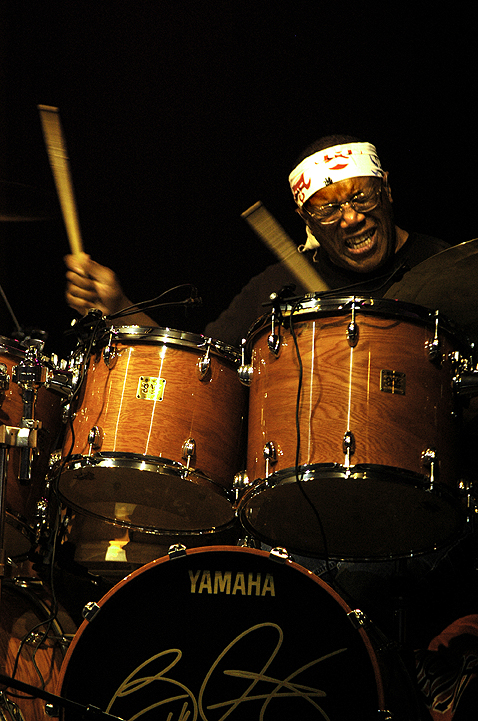
Билли Кобэм, 2005

Билли Кобэм тем временем успешно выступал сольно, а кроме того записал несколько альбомов с «Total Eclipse», «Crosswinds» и «Spectrum». Он гастролировал и с составом «Billy Cobham & George Duke Band». Ян Хаммер и Н. М. Уолден приняли участие в записи альбома Джеффа Бека Wired, записали каждый несколько сольных альбомов, а также приняли участие в создании темы для телесериала «Miami Vice». Джерри Гудман записал альбом с Like Children (здесь также принял участие Ян Хаммер), а затем записал три сольных альбома и гастролировал с коллективами «Shadowfax» и «The Dixie Dregs». Рик Лэрд играл со Стеном Гетцем и Чиком Кориа, а также выпустил сольный альбом Soft Focus. В 1982 году он покинул музыкальную сцену, перешёл на преподавательскую работу и стал фотографом.

## Участники

### 1971—1973
- John McLaughlin — гитара
- Jan Hammer — клавишные
- Jerry Goodman — скрипка
- Rick Laird — бас-гитара
- Billy Cobham — ударные

### 1974—1975
- John McLaughlin
- Gayle Moran — клавишные, вокал
- Jean-Luc Ponty — скрипка
- Ralphe Armstrong — бас-гитара
- Narada Michael Walden — ударные

### 1976
- John McLaughlin
- Stu Goldberg — клавишные
- Ralphe Armstrong
- Narada Michael Walden

### 1984
- John McLaughlin
- Mitchel Forman — клавишные
- Bill Evans — саксофон
- Jonas Hellborg — бас-гитара
- Billy Cobham — ударные

### 1985—1986
- John McLaughlin
- Mitchel Forman
- Bill Evans
- Jonas Hellborg
- Danny Gottlieb

### 1987
- John McLaughlin
- Jim Beard — клавишные
- Bill Evans
- Jonas Hellborg
- Danny Gottlieb

## Дискография

### Альбомы
- The Inner Mounting Flame (1971, Columbia/Legacy)
- Birds of Fire (1973, Columbia/Legacy)
- The Lost Trident Sessions (1973, Columbia/Legacy)
- Between Nothingness & Eternity [live] (1973, Columbia)
- Apocalypse (1974, Columbia)
- Visions of the Emerald Beyond (1974, Columbia)
- Inner Worlds (1975, Columbia)
- In Retrospect (1976, Polydor)
- Mahavishnu (1984, Warner Bros.)
- Visions of an Intermounting Apocalypse (2006, Mascot)[3]